# Иво Димов (политик)
Иво Тенев Димов е български политик, кмет на Димитровград (от 2011 г.).

## Биография
Иво Димов е роден на 18 септември 1968 г. в град Димитровград, Народна република България. Завършва специалност „Маркетинг“ в Пловдивския университет „Паисий Хилендарски“. През 2011 г. завършва Българското учебно заведение за политика „Димитър Паница“ към Нов български университет в София.

### Политическа дейност
На местните избори през 2011 г. е кандидат за кмет на община Димитровград, издигнат от ГЕРБ. На проведения първи тур получава 9590 гласа (или 37,12%) и се явява на балотаж с кандидата на коалиция „Да за Димитровград“ – Катя Панева, която получава 7424 гласа (или 28,73%). Избран е на втори тур с 13828 гласа (или 53,26%).
На местните избори през 2015 г. е кандидат за кмет на община Димитровград, издигнат от ГЕРБ. Избран е на първи тур с 14945 гласа (или 58,66%).
На местните избори през 2019 г. е кандидат за кмет на община Димитровград, издигнат от „Български демократичен център“. Избран е на първи тур с 11632 гласа (или 54,52%).